# AN-M1
AN-M1 – amerykańska bomba kasetowa z subamunicją odłamkową. Była stosowana podczas II wojny światowej przez lotnictwo US Navy i USAAF.
Miała postać belkowego uchwytu, do którego przymocowane było 6 bomb odłamkowych AN-M41 wagomiaru 20 funtów.